# 朱纳格特县

朱纳格特县在古吉拉特邦的位置

朱纳格特县（Junagadh district）为印度古吉拉特邦辖县，属于索拉什特拉地区；全县人口2,743,082人（2011年），其中城镇人口29.06%。朱纳格特县位于古吉拉特邦西部、卡提阿瓦半岛南部，县域西部与博尔本德尔县接壤，北部和拉杰果德县相连，东部与阿姆雷利县交界，南临阿拉伯海与第乌相望。行政中心驻朱纳格特市。
朱纳格特县因成为亚洲狮避难所而闻名，吉尔纳尔山脊为耆那教和印度教圣地。主要市镇有民航中心盖绍德，铁路枢纽和度假中心焦尔瓦德，著名的索姆纳特寺。
1997年，博尔本达尔县從本縣析置。2013年，吉尔索姆纳特县從本縣析置。